# کومانوفو
شهر کومانوفو (به مقدونی: Куманово) با جمعیت ۱۰۵٫۴۸۴ نفر در استان شمال شرقی کشور جمهوری مقدونیه واقع شده‌است.